# بوبي تروب
بوبي تروب (بالإنجليزية: Bobby Troup)‏ (و. 1918 – 1999 م) هو مغن مؤلف، وعازف بيانو، وممثل، وكاتب غنائي، وعازف الجاز من الولايات المتحدة الأمريكية . ولد في هاريسبرج، بنسيلفانيا .
توفي في لوس أنجلوس .

## روابط خارجية
- بوبي تروب على موقع IMDb (الإنجليزية)
- بوبي تروب على موقع روتن توميتوز (الإنجليزية)
- بوبي تروب على موقع ألو سيني (الفرنسية)
- بوبي تروب على موقع ميوزك برينز (الإنجليزية)
- بوبي تروب على موقع أول موفي (الإنجليزية)
- بوبي تروب على موقع قاعدة بيانات برودواي على الإنترنت (الإنجليزية)
- بوبي تروب على موقع قاعدة بيانات الأفلام السويدية (السويدية)
- بوبي تروب على موقع إن إن دي بي (الإنجليزية)
- بوبي تروب على موقع أول ميوزيك (الإنجليزية)
- بوبي تروب على موقع ديسكوغز (الإنجليزية)